# Palm Treo 500
Palm Treo 500 — смартфон фирмы Palm под управлением Windows Mobile 6 Standard. Является аналогом смартфона ASUS m530w, в отличие от которого не имеет поддержки Wi-Fi. В изначальной прошивке смартфон нумерует списки не цифрами, как это устанавливает по умолчанию ОС, а латинскими буквами, также устройство не поддерживает ввод на русском языке и смену раскладки. Эта проблема решается единственным патчем, который ещё включает раскладку на украинском языке, но отменяет особенность нумерования списков. Palm treo 500 был первым, единственным и последним КПК Palm под управлением Windows Mobile 6  Standard (для устройств без сенсорного экрана).

## Характеристики
- Процессор: Intel PXA270 412 МГц (платформа Intel XScale)
- Операционная система: Windows Mobile 6 Standard
- Память: 256 МБ ПЗУ, 64 МБ ОЗУ
- Размер: 110x61,5x16,5 мм
- Вес: 120 г (вместе с аккумулятором)
- Экран: 2.4" несенсорный LCD TFT, поддерживающий QVGA (ландшафтный, 320x240) разрешение
- Сеть:
  - UMTS PS:
  - трёхдиапазонный GSM/GPRS:
    - Европа/Азия: 900/1800/1900 МГц (частота и скорость передачи данных зависят от оператора)
- Управление: D-Pad, 2 стандартные хард-кнопки, кнопки вызова и отбоя звонка, кнопка вызова экрана Today (главный экран), кнопка «назад», несенсорная стандартная оболочка Windows Mobile 6 Standard
- Клавиатура: 4-рядная QWERTY клавиатура (34 кнопок)
- Дополнительные кнопки: 3 кнопки в левом боку — сдвоенные кнопки управления громкостью и кнопка вызова Internet Explorer Mobile
- Средства связи: Bluetooth 2.0 с технологией EDR
- Камера:
  - Основная камера: 2 МПикс (используется стандартная программа для снятия фото и видео); макс. разрешение фотоснимка: 1600 x 1200, видео — 320x240
- Аудио: 40-голосная полифония, стандартный формат MIDI 0 и 1 (SMF) / SP MID
- Поддерживаемые аудиоформаты: MP3, AAC, AAC+, WMA, WAV и AMR-NB
- Тип батареи: Перезаряжаемая Li-Ion, 1200 мАч
- Время работы в режиме разговора:
  - до 397 минут для UMTS
  - до 485 минут для GSM
- Время работы в режиме ожидания:
  - до 503 часов для UMTS
  - до 406 часов для GSM
- Слот расширения: microSD (совместим с SD 2.0)
- Внешние разъемы: mini-USB 1.1 (связь с компьютером, зарядка), аудиовыход 2.5 мм

## Особенности
- Смартфоном управляет достаточно мощный процессор, способный ускорять проигрывание видео, что, в свою очередь, позволяет смотреть на устройстве неконвертированные видеофайлы.
- Смартфон способен работать как GPRS-/3G-модем без установки дополнительного программного обеспечения.
- Аппарат поддерживает 3G, но, странно, не имеет передней камеры для видеозвонков.
- Степень яркости дисплея настраивается путём нажатия Fn + P независимо от панели настроек.
- Смена раскладки клавиатуры проводится не программно, а аппаратно: удерживая кнопку Fn, нажать пробел нужное количество раз (каждое нажатие — смена раскладки), потом отпустить пробел и только после этого Fn.

## Интересные факты
- Устройство поступило в продажу в Европе за год до начала реализации в России под именем Palm Treo 500v только с контрактом с оператором Vodafone.
- Смартфон основан на устройстве ASUS m530w. Даже после переработки программной части аппарата в системном реестре остались разделы с названием или с частью «ASUS».